# Provincia de Ilo

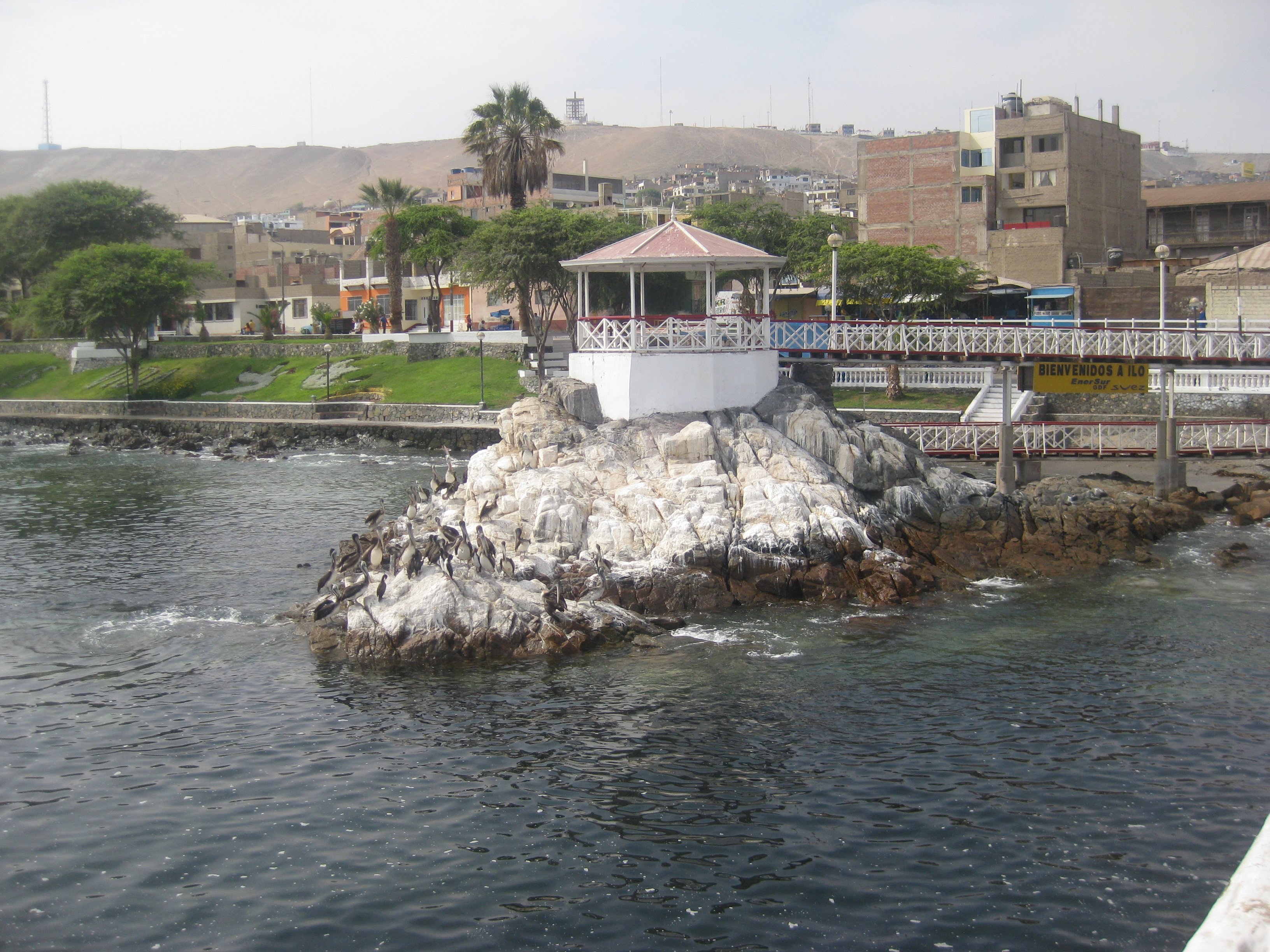
Ilo

La provincia de Ilo es una de las tres que conforman el departamento de Moquegua en el sur del Perú. Limita por el norte con la provincia de Mariscal Nieto, por el este con la provincia de Jorge Basadre (Tacna), por el sur con el océano Pacífico y por el oeste con la provincia de Islay (Arequipa).
Desde el punto de vista jerárquico de la Iglesia católica, forma parte de la diócesis de Tacna y Moquegua, la cual, a su vez, pertenece a la arquidiócesis de Arequipa. Cuenta con una superficie territorial de 1523,44 km², 3 distritos y 161 centros poblados.

## Historia
Fue creada el 26 de mayo de 1970 bajo el Decreto Ley n.º 18298, a partir de la escisión de la provincia de Mariscal Nieto, durante el gobierno de Juan Velasco Alvarado.
Aunque la creación política de Ilo es de reciente data, sus orígenes se proyectan hasta más allá de la era actual, ya que está probado que, los primeros habitantes eran cazadores y nómadas, y que más o menos se calcula estuvieron en las cercanías de la costa alrededor del 8 600 a. C. Desde entonces, la presencia de seres humanos en toda esta zona ha sido casi permanente, como lo demuestran los restos que se encuentran esparcidos en toda la provincia y que todavía son materia de estudio. Durante la época preincaica, fueron los integrantes de las culturas Wari y Puquina quienes se asentaron aproximadamente por la época del 500 a los 800 d. C. Pero, sin duda alguna, una cultura que caracteriza plenamente a Ilo, es el desarrollo de los chiribayas, de quienes se calcula hicieron un asentamiento con un notable desarrollo alrededor del año 1000 d. C. Entre las manifestaciones culturales más representativas de esta notable cultura —motivo de orgullo de la región—, está la hermosa cerámica que es considerada entre las más bellas de toda el área, por su acabada manufactura, diseño único, espectacular decoración y el empleo de un rasgo distintivo único, como es el uso de puntos blancos delimitando su área. Con la aparición de los incas, la cultura chiribaya ingresó a una etapa de postración y posterior desaparición, dejando como única cultura la importada por los hombres procedentes del Cusco.
Durante aproximadamente trescientos a cuatrocientos años, fueron los incas quienes utilizaron los sistemas de cultivos, y los alimentos del mar de Ilo para dar de comer a parte del Imperio Incaico. Posteriormente, llegarían hasta Ilo los conquistadores españoles, quienes darían un nuevo impulso al desarrollo de la zona. Para entonces los primeros visitantes describirían a Ilo como «una pequeña quebrada que se abre gradualmente hasta que se ve la Iglesia. Esta es la aldea de Ilo poblada por franceses y cuyo río se seca por espacio de seis meses cuando no ha llovido en la cordillera». La vida en Ilo no es cómoda, falta el agua se gasta todo en los viñedos, los bueyes escasean y la carne es cara, relatan los cronistas describiendo las dificultades de vivir en Ilo en esas lejanas épocas. Ya en la República, Ilo emprende una lenta vida de progreso, especialmente por la presencia de la pesca y la minería, y es gracias al desarrollo logrado por el esfuerzo de sus habitantes que, el 26 de mayo de 1970, el Gobierno que preside entonces el general Juan Velasco Alvarado expide el DL 18298, por lo cual se eleva a la categoría de provincia y se fija su fecha aniversario de todos los años.

## División administrativa
Esta provincia tiene una extensión de 1380,59 km² y se divide en 3 distritos:
- Ilo
- El Algarrobal
- Pacocha

## Población
La población censada en el año 2017 fue de 74 649 habitantes.

## Capital
La capital de la provincia es el puerto de Ilo.

## Autoridades

### Regionales
- Consejeros regionales
  - 2019-2022[4]

  1. Harly Martín Negrillo Guevara (Frente de Integración Regional Moquegua Emprendedora, Firme)
  2. Jesús Alfredo Zapata Villanueva (Unión por el Perú)
  3. María del Carmen Koc Zeballos (Perú Nación)

### Municipales
- 2015-2018[5]
  - Alcalde: William Valdivia (Movimiento Independiente Nuestro Ilo).
  - Regidores: Mario Alejandro Simauchi Tejada (Firme), Flor de María Flores Niebles (Firme), Rómulo Huamaní Ortiz (Firme), José Delfín Pérez Ordóñez (Firme), Angélica Cama Chacón (Firme), Enrique Abelardo Supanta Todco (Firme), Hipólito Victorio Cornejo Carbajal (Movimiento Independiente Nuestro Ilo), Rafael Fermín Herrera Chávez (Movimiento Independiente Nuestro Ilo), Arnaldo Inocencio Oviedo Del Carpio (Integración Regional Por Ti).

### Religiosas
- Diócesis de Tacna y Moquegua[1]
  - Obispo: Mons. Marco Antonio Cortez Lara
- Parroquia
  - Párroco: Prb.

### Policiales
- Comisario: Comandante PNP Pablo Pinto Gonzales

## Festividades
- Señor de los Milagros
- Fiesta de San Pedro y San Pablo
- Semana Turística de Ilo, Algarrobal y Pacocha
- Semana Turística de Verano

## Platos típicos de Ilo
- Ceviche
- Pulpo al olivo
- Frutos del mar
- Sudado de manchas
- Aguadito de mariscos

## Personajes ilustres de Ilo
- Mercedes Cabello
- Luis Vizcarra
- Américo Garibaldi
- Amparo Cornejo
- José Ubalde
- Jorge Mendoza Pérez

## Estadio
Cuenta con un estadio: Mariscal Nieto, de una capacidad aproximada de cuatro mil espectadores.